# موسى ستار
موسى ستار هاشم (ولد في بغداد 1 يناير 1986 ) هو لاعب كرة قدم عراقي يلعب مهاجم لنادي الطلبة في العراق

## وصلات خارجية
- http://kora.com/default.aspx?player=32057